# 京苏高速动车组列车
京苏高速动车组列车是中国铁路运行于直辖市北京市及江苏省苏州市昆山市及张家港市的高速动车组列车，现每日共开行1.5对列车，列车客运乘务由北京局集团北京客运段、上海局集团上海客运段担当。

## 历史

### G4次列车
G4車次曾於1998年用於由紅磡經東莞（常平）開往廣州東的一班廣九直通車，運行時間為2小時。直至2000年10月21日改為T804次列車，而原有車次編號則留空。
2021年6月25日，配合京沪高铁运行图重排，新增苏州北—北京南G4次列车。
2025年7月1日，配合全国铁路第三季度新运行图，G4次列车延长至昆山南站始发。

### G887/888次列车
随着沪苏通铁路于2020年7月1日开行，极大方便沿线张家港市的出行。由于该线路开通时盐通高铁尚未开通，故暂时无法开行北京方向的列车。
2021年1月20日，配合盐通高铁开通，新增北京南~张家港G887/888次列车。

## 使用列车
G4次列车使用配属上海局集团上海虹桥动车运用所的CR400BF-AS；G887/888次列车使用配属北京局集团北京南动车运用所的CRH380CL。